# Republic of Doyle – Einsatz für zwei
Republic of Doyle – Einsatz für zwei (Originaltitel: Republic of Doyle) ist eine kanadische Dramedyserie des Senders CBC über einen Vater und seinen Sohn, die zusammen in St. John’s (Neufundland) eine Detektei betreiben. Die Idee zur Fernsehserie hatte Allan Hawco, der auch als Jake Doyle einen der Protagonisten der Fernsehserie darstellt. Die Erstausstrahlung der Fernsehserie erfolgte am 6. Januar 2010 auf dem kanadischen Sender CBC. In Deutschland wird die Fernsehserie seit dem 16. Oktober 2013 auf 13th Street Universal ausgestrahlt.

## Handlung
Malachy Doyle ist Eigentümer einer Detektei in St. John’s in Neufundland. Nachdem sein Sohn Jake von seiner Frau verlassen wird, zieht dieser wieder bei ihm ein und fortan arbeiten die beiden zusammen als Detektive. Eine weitere Person im Bunde ist Malachys zweite Ehefrau Rose Miller. Des Weiteren lebt noch die 16-jährige Tochter von Malachys Tochter Kathleen, Katrina „Tinny“, mit den dreien zusammen.

## Besetzung und Synchronisation
Die deutsche Synchronisation entsteht nach dem Dialogbuch von Heiko Feld und Stefan Sidak und unter der Dialogregie von Heiko Feld durch die Synchronfirma Boom Company GmbH in Starnberg.
| Rollenname              | Schauspieler     | Hauptrolle | Nebenrolle                                 | Synchronsprecher        |
| ----------------------- | ---------------- | ---------- | ------------------------------------------ | ----------------------- |
| Jake Doyle              | Allan Hawco      | 1.01–6.10  |                                            | Philipp Brammer         |
| Malachy „Mal“ Doyle     | Seán McGinley    | 1.01–6.10  |                                            | Achim Geisler           |
| Rose Miller             | Lynda Boyd       | 1.01–6.10  |                                            | Susanne von Medvey      |
| Katrina „Tinny“ Doyle   | Marthe Bernard   | 1.01–6.10  |                                            | Gabrielle Pietermann    |
| Desmond „Des“ Courtney  | Mark O’Brien     | 1.01–6.10  |                                            |                         |
| Leslie Bennett          | Krystin Pellerin | 1.01–6.10  |                                            | Annina Braunmiller-Jest |
| „Voice of the Republic“ | Bob Cole         | 1.01–6.10  |                                            |                         |
| Walter McLean           | Sean Panting     |            | 1.01–6.10                                  |                         |
| Dr. Nikki Renholds      | Rachel Wilson    |            | 1.01–3.04, 4.10, 5.12, 6.09–6.10           | Stephanie Kellner       |
| Christian Doyle         | Jonathan Goad    |            | 1.10–1.12, 2.04–3.03, 3.12–3.13, 6.04–6.06 |                         |
| Daniel Hood             | Steve O’Connell  |            | 1.11–6.10                                  |                         |
| Allison Jenkins         | Michelle Nolden  |            | 2.01–2.13, 4.08, 4.10, 6.10                |                         |
| Kathleen Doyle          | Krista Bridges   |            | 3.04–3.13, 4.03–4.13, 6.09–6.10            |                         |

## Produktion
Drehort der Fernsehserie ist der kanadische Ort St. John’s in der Provinz Neufundland und Labrador. Allan Hawco fungiert sowohl als Hauptdarsteller als auch als Executive Producer, Drehbuchautor und Produzent.
Im Jahr 2013 gab es ein Crossover zwischen Republic of Doyle und Murdoch Mysteries. Hawco erschien in einer Episode von Murdoch Mysteries als Jacob Doyle, einem Vorfahren von Jake Doyle, wohingegen Yannick Bisson im Januar 2014 als Bill Murdoch, einen Nachfahren von William Murdoch erschien.
Die Ausstrahlung der sechsten Staffel begann am 15. Oktober 2014. Im Mai 2014 wurde bekannt, dass diese die letzte Staffel sein werde.

## Ausstrahlung
Kanada
Die erste Staffel der Serie wurde in Kanada vom 6. Januar bis zum 7. April 2010 gesendet. Die zweite Staffel war vom 12. Januar bis zum 6. April 2011 zu sehen. Die Erstausstrahlung der dritten Staffel fand zwischen dem 11. Januar und dem 4. April 2012 statt. Die 13 Folgen der vierten Staffel wurden zwischen dem 6. Januar und dem 21. April 2013 ausgestrahlt. Die Premiere der fünften Staffel, welche 16 Episoden umfasst, war am 2. Oktober 2013. Das Finale der Staffel wurde am 5. Februar 2014 gesendet. Vom 15. Oktober bis zum 10. Dezember 2014 wurde die sechste und letzte Staffel gesendet.
Deutschland
In Deutschland sendete der Bezahlfernsehsender 13th Street Universal die ersten drei Staffeln der Serie werktags vom 16. Oktober bis zum 11. November 2013 in Doppelfolgen.
International
International wird die Serie in Australien, Brasilien, Bulgarien, Estland, Polen, Serbien, Südafrika sowie im Vereinigten Königreich ausgestrahlt. 

## DVD-Veröffentlichung
Kanada
- Staffel 1 erschien am 16. November 2010
- Staffel 2 erschien am 19. Juli 2011
- Staffel 3 erschien am 20. November 2012
- Staffel 4 erschien am 1. Oktober 2013